# Alas abiertas
Alas abiertas (1921) es una película mexicana de cine mudo del director de cine Luis Lezama. La película está basada en una novela de Alfonso Teja Zabre y puede considerarse del género de aventuras. La trama cuenta la historia del Capitán Téllez y el teniente Doria que recién han completado la carrera de piloto y son comisionados para participar en la batalla con los rebeldes en Pachuca (México). Durante la noche, Doria es herido y atendido por Marina, la hija del líder rebelde: Canillas. Los rebeldes persiguen tanto a Doria como a Marina, pero son rescatados por Téllez, que los escolta a un lugar seguro.
Moisés Viñas en Índice cronológico del cine mexicano, apunta que Ernesto Vollrath es el codirector de este trabajo y anota que cadetes reales de la Escuela de Aviación participaron en la película. Esta película fue producido por la empresa Ediciones Gérman Camus y filmada en Pachuca. Según Emilio Garciá Riera, Alas Abiertas fue estrenada bajo el título With Wings Outspread con subtítulos en inglés. La película se estrenó el 6 de mayo de 1921 en México.

## Preservación
Sin el conocimiento de la preservación de alguna copia, se considera como una película perdida.